# فيتاباند

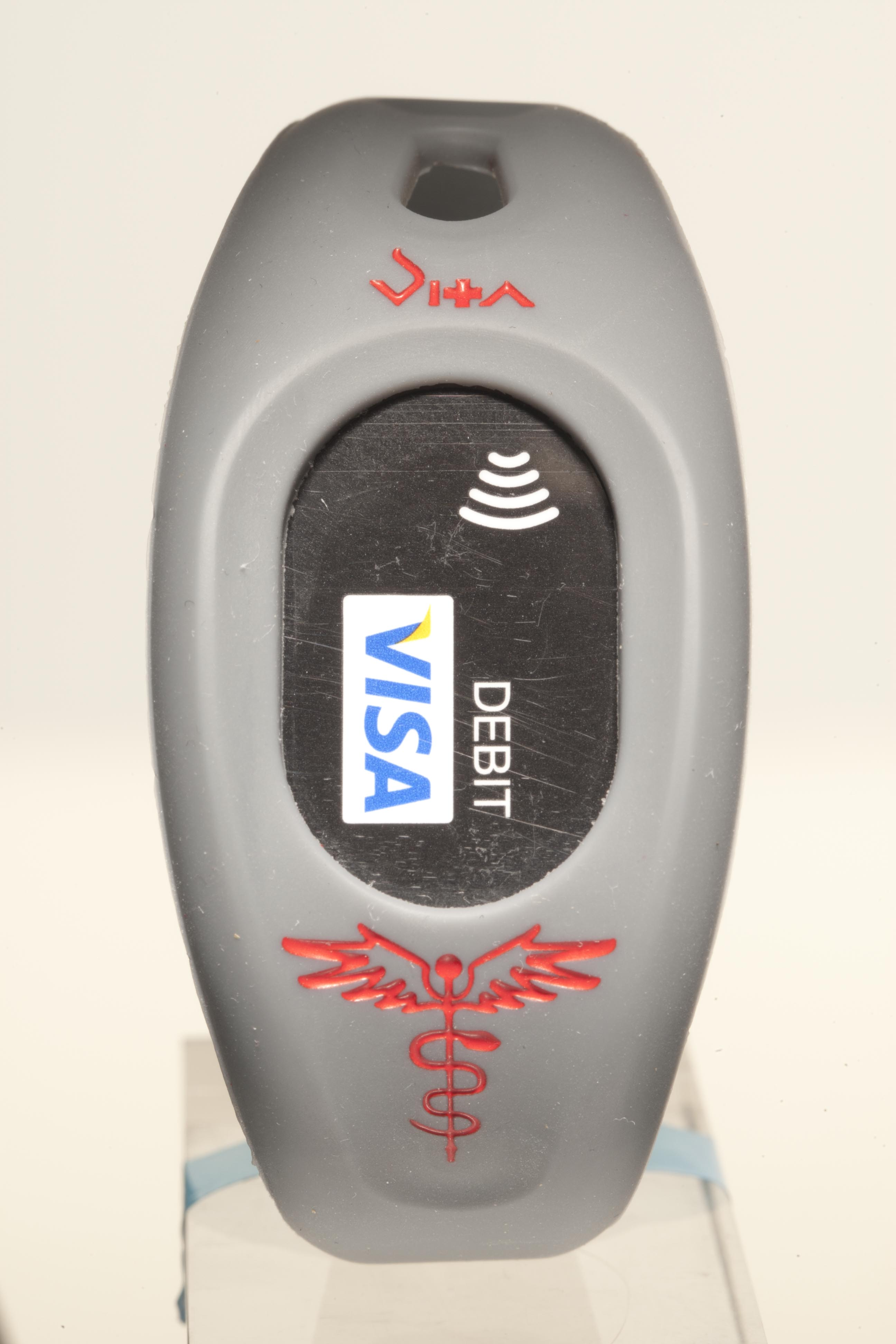
شريط فيتاباند يظهر بطاقة فيزا مدين.

فيتاباند (VITAband) هو شريط سيليكون يُرتدى على المعصم، ويمكن الإشارة اليه كسوار مثل شريط ساعة اليد، الكفة أو أي جزء اخر من الكم يغطي المعصم. وهو عبارة عن سوار معصم مرن خفيف الوزن ومقاوم للماء وغير مسبب للحساسية ويستخدم عند الركض أو المشي لمسافات طويلة أو ركوب الدراجات أو عند حمل محفظة غير مريحة. يحمل فيتاباند معلومات طبية طارئة ومعلومات عن بطاقة ائتمان التاشيرة. ولسوار المعصم ميزتين فريدتين. وهي تتألف من بطاقة الخصم فيزا المتكاملة مع وظيفة الدفع اللاسلكية وهاتف مجاني مع رمز هوية فريد يمكن استخدامه من قبل فني الطوارئ الطبية (EMTs)  لاسترداد المعلومات الصحية وجهات الاتصال في حالة وقوع حادث أو حالة طوارئ صحية.

## التاريخ
اُنشئ فيتاباند من قبل ديفيد واكسمان وجايسون براون في عام 2007، واُطلق في سبتمبر 2009. صُورت الفكرة من سوار الهوية الطبية لكن المصممين استهدفوا الرياضيين لذلك، بدأوا بتصميم  سوار الهوية الطبية الذي كان مريح للبس أثناء الهرولة، والركض، وركوب الدراجات، والمشي لمسافات طويلة، وغيرها من التمارين الرياضية. بالإضافة إلى أن يكون متعدد الإستخدامات بما فيه الكفاية للإستعمال أثناء ممارسة التمارين. وان فيتاباند عبارة عن مزيج من التصميم والوظيفة التي تخزن معلومات الطوارئ بشكل ملائم وآمن ويوفر امكانية الوصول إلى المال من خلال الدفع دون اتصال.

## الوصف
أراد المصممون أن يضعوا منتجهم بعيدًا عن الآخرين لذا قاموا بدمج تكنولوجيا الدفع بدون اتصال في الشريط. على المستخدم إعداد ملفه الشخصي للاستجابة لحالات الطوارئ (ERP)، الذي يتضمن معلومات الاتصال الأساسية، وفصيلة الدم، والحساسية، ومعلومات التأمين، والأدوية، وجهات الاتصال في حالات الطوارئ. الاشتراك السنوي مطلوب من اجل المحافظة على ملف الاستجابة لحالات الطوارئ (ERP) في حالة الطوارئ دُرب مهنيين طبيين للبحث عن الرقم الموجود على الفيتاباند الخاص بالمستخدم ومن ثم الوصول الفوري لملف الاستجابة لحالات الطوارئ. إنه سوار بسيط مربوط عن بعد بموقع ويب يحتوي على معلومات حيوية مثل الاسم والعنوان واي من الحالات الطبية التي من الممكن ان يملكها المستخدم. ويقبل النظام معلومات التأمين. اُستخدمت بطاقة خصم فيزا مدمجة مع وظيفة بايواف اللاسلكية. عبر هذه التقنية، يقوم المستخدم بالدفع عن طريق التلويح بالرقاقة أمام محطة بطاقة الائتمان. لاستخدام الدفع بدون اتصال عبر فيتاباند وهي بطاقة مسبقة الدفع، يجب على المستخدم أولاً إعداد بطاقة فيتاباند فيزا مسبقة الدفع. يمكن للمستخدمين تحميل البطاقة في أي مكان من 25 دولار أمريكي إلى 500 دولار أمريكي عبر موقع الشركة.

## الحجم
فيتاباند يأتي في حجمين: حجم صغير من 180 ملم (7.1 بوصة) وحجم كبير من 202 ملم (8.0 بوصة).